# 조영은
조영은(1994년 4월 28일 ~ )은 포항여고출신의 배구선수이다. 2012년 신인드래프트에서 3라운드 2순위로 흥국생명 핑크스파이더스에 입단하였다.
신인드래프트 이후 여성스럽고 잘웃는 외모덕에 상당한 이슈를 몰고 오기도 하였다. 지난시즌에는 원포인트 서브로 주로 나왔으며 서브가 상당히 날카로웠고 경기장에서 활기찬 모습을 보여줬다.

## 경력
- 포항여자중학교 졸업
- 포항여자고등학교 졸업
- 2012 신인드래프트 흥국생명 핑크스파이더스 3라운드2순위지명

## 수상경력
- 2009춘계남녀중고배구연맹전 여중부 공격상
- 2012 춘계전국남녀배구연맹전 여고부 공격상
- 2012 제 46회 대통령배남녀중고배구대회 여고부 블로킹상